# Ervin Santana
Ervin Ramon Santana, de son vrai nom Johan Santana, né le 12 décembre 1982 à La Romana en République dominicaine, est un ancien lanceur droitier de la Ligue majeure de baseball. Il a été notamment été sous le coup d'une suspension pour usage de stéroïdes.
Santana compte une sélection au match des étoiles (2008) et réussit un match sans coup sûr en 2011 pour les Angels de Los Angeles.

## Biographie

### Angels de Los Angeles

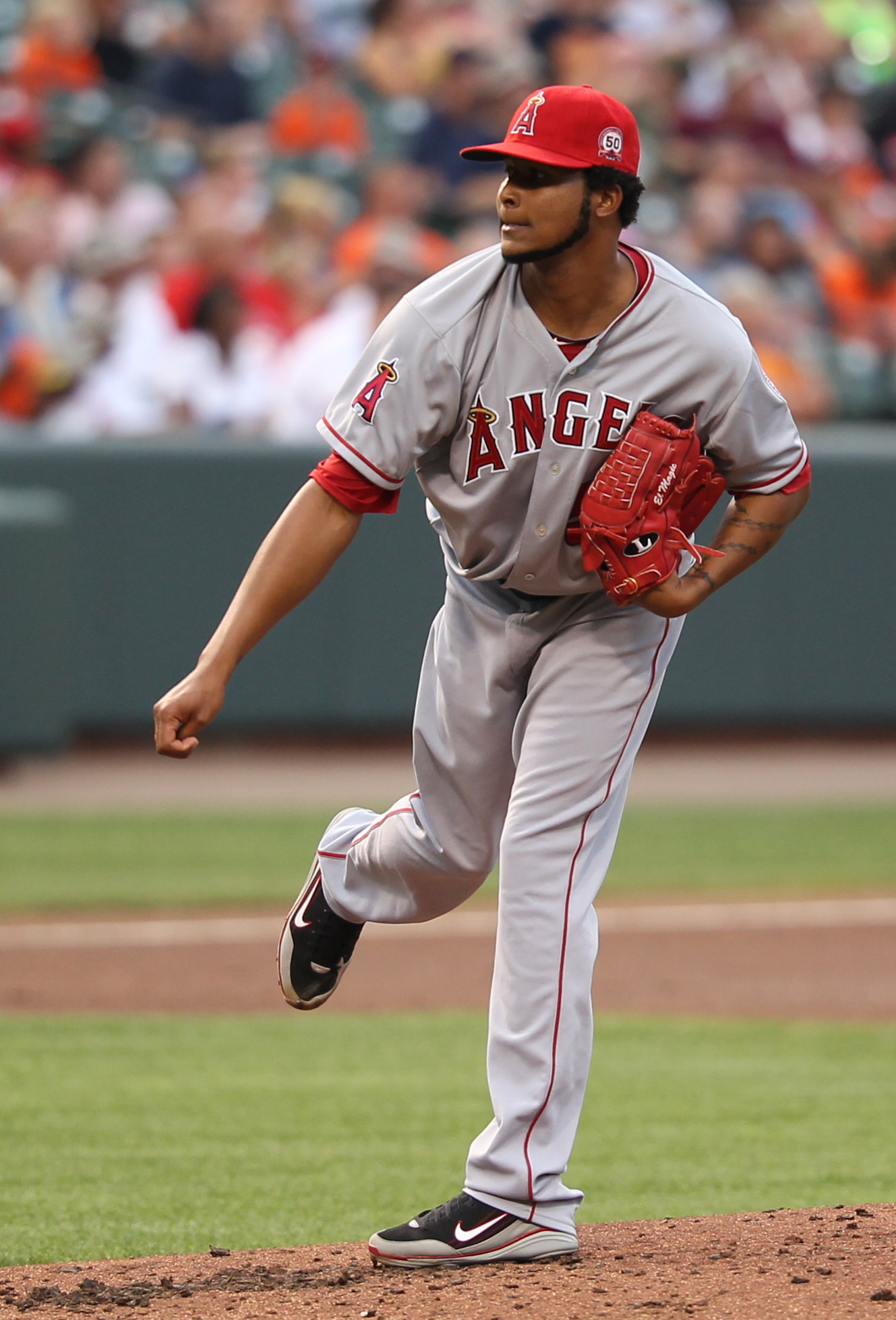
Ervin Santana avec les Angels en 2011.

Ervin Santana est recruté comme agent libre amateur par les Angels d'Anaheim le 2 septembre 2000. Il passe quatre saisons en Ligues mineures avant d'effectuer ses débuts en Ligue majeure le 17 mai 2005.
Le 14 février 2009, Santana prolonge son contrat chez les Angels de quatre ans pour 30 millions de dollars. 
Le 27 juillet 2011 au Progressive Field de Cleveland, Ervin Santana lance un match sans coup sûr dans une victoire de 3-1 des Angels sur les Indians de Cleveland. Il accorde un point non mérité dès la première manche après une erreur d'un coéquipier en défensive, un vol de but par le coureur et un mauvais lancer qui fait compter un point, mais par la suite il n'accorde aucun point ni coup sûr, n'alloue qu'un seul but-sur-balles et retire 10 joueurs adverses sur trois prises. Il s'agit du neuvième match sans coup sûr de la franchise des Angels et le premier à ne pas être un match sans coup sûr impliquant plusieurs lanceurs depuis le match parfait de Mike Witt en 1984. C'est aussi le premier match sans coup sûr où l'équipe perdante inscrit un point depuis celui de Darryl Kile en septembre 1993. En 2011, Santana effectue 33 départs et remporte 11 victoires contre 12 défaites, avec une moyenne de points mérités de 3,38.
Santana amorce 30 matchs à sa dernière saison avec les Angels en 2012. Les succès ne sont pas au rendez-vous et il affiche une moyenne de points mérités de 5,16 avec 9 victoires et 13 défaites.

### Royals de Kansas City

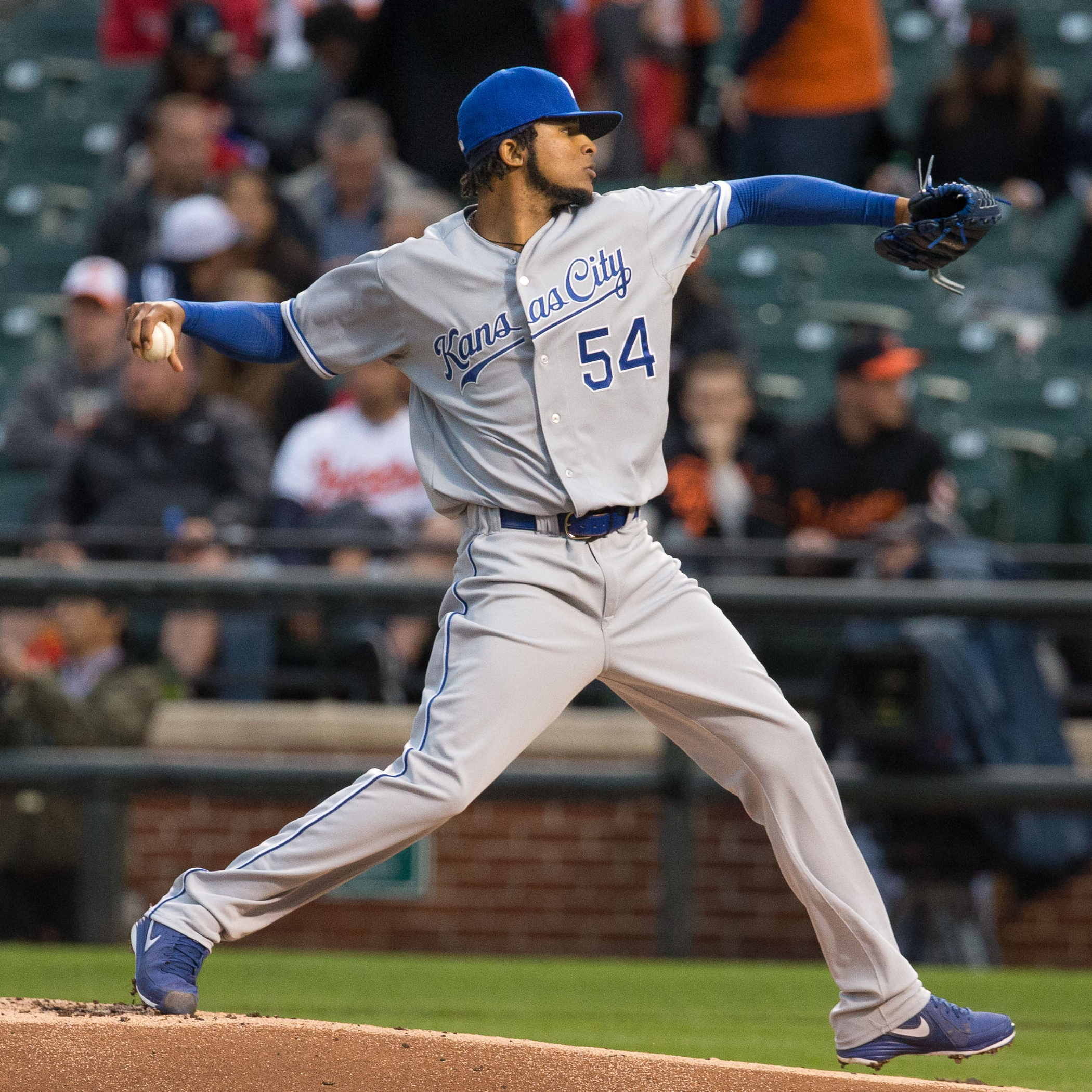
Ervin Santana en 2013 avec les Royals de Kansas City.

Le 31 octobre 2012, les Angels échangent Santana aux Royals de Kansas City en retour du lanceur de relève gaucher des ligues mineures Brandon Sisk. Il écoule la dernière année de son contrat en 2013 à Kansas City, où il maintient en 211 manches au monticule la meilleure moyenne de points mérités de sa carrière : 3,24. Il amorce 32 matchs, remporte 9 victoires contre 10 défaites et enregistre 161 retraits sur des prises. 

### Braves d'Atlanta
Le 12 mars 2014, les Braves d'Atlanta, qui s'apprêtent à amorcer la saison régulière sans leurs lanceurs partants blessés Kris Medlen, Brandon Beachy, Mike Minor et Gavin Floyd, mettent Santana sous contrat à raison de 14,1 millions de dollars pour une année. 
Il effectue 31 départs et lance 196 manches pour Atlanta en 2014. Il remporte 14 victoires contre 10 défaites et sa moyenne de points mérités se chiffre à 3,95. Ses 179 retraits sur des prises représentent son second plus haut total en carrière.

### Twins du Minnesota
Le 13 décembre 2014, Santana signe un contrat de 54 millions de dollars pour 4 saisons avec les Twins du Minnesota.
Le 3 avril 2015, trois jours avant le début de la nouvelle saison des Twins, Santana est suspendu 80 matchs par la Ligue majeure de baseball pour usage de stanozolol, un stéroïde anabolisant détecté par un test de dépistage de drogues.

## Statistiques
| Saison | Équipe    | G   | GS  | CG | SHO | V  | D  | SV | IP     | SO  | ERA  |
| ------ | --------- | --- | --- | -- | --- | -- | -- | -- | ------ | --- | ---- |
| 2005   | LA Angels | 23  | 23  | 1  | 1   | 12 | 8  | 0  | 133.2  | 99  | 4,65 |
| 2006   | LA Angels | 33  | 33  | 0  | 0   | 16 | 8  | 0  | 204.0  | 141 | 4,28 |
| 2007   | LA Angels | 28  | 26  | 0  | 0   | 7  | 14 | 0  | 150.0  | 126 | 5,76 |
| 2008   | LA Angels | 32  | 32  | 2  | 1   | 16 | 7  | 0  | 219.0  | 214 | 3,49 |
| 2009   | LA Angels | 24  | 23  | 2  | 2   | 8  | 8  | 0  | 139.2  | 107 | 5,03 |
| 2010   | LA Angels | 33  | 33  | 4  | 1   | 17 | 10 | 0  | 222.2  | 169 | 3,92 |
| Totaux | Totaux    | 173 | 170 | 9  | 5   | 76 | 55 | 0  | 1039.0 | 856 | 4,39 |

| Saison | Équipe    | G | GS | CG | SHO | V | D | SV | IP   | SO | ERA  |
| ------ | --------- | - | -- | -- | --- | - | - | -- | ---- | -- | ---- |
| 2005   | LA Angels | 2 | 1  | 0  | 0   | 1 | 1 | 0  | 9.2  | 4  | 8,91 |
| 2007   | LA Angels | 1 | 0  | 0  | 0   | 0 | 0 | 0  | 2.0  | 2  | 0,00 |
| 2008   | LA Angels | 1 | 1  | 0  | 0   | 0 | 0 | 0  | 5.1  | 3  | 8,44 |
| 2009   | LA Angels | 4 | 0  | 0  | 0   | 1 | 1 | 0  | 5.2  | 5  | 1,59 |
| Totaux | Totaux    | 8 | 2  | 0  | 0   | 2 | 2 | 0  | 22.2 | 14 | 5,56 |

Note: G = Matches joués ; GS = Matches comme lanceur partant ; CG = Matches complets ; SHO = Blanchissages ; 
V = Victoires ; D = Défaites ; SV = Sauvetages ; IP = Manches lancées ; SO = retraits sur des prises ; ERA = Moyenne de points mérités.